# Comté de Knox (Missouri)
Pour les articles homonymes, voir Comté de Knox.
Le comté de Knox (en anglais : Knox County) est un comté du Missouri aux États-Unis. Le siège du comté se situe à Edina. Le comté fut créé en 1845 et nommé en hommage au secrétaire de guerre Henry Knox.  Au recensement de 2000, la population était constituée de 4,361 individus. 

## Géographie
Selon le bureau du recensement des États-Unis, le comté totalise une surface 1.313 km² dont 3 km2 d’eau. 

### Comtés voisins
- Comté de Scotland (Missouri)  (nord)
- Comté de Clark (Missouri)  (nord-est)
- Comté de Lewis (Missouri)  (est)
- Comté de Shelby (Missouri)  (sud)
- Comté de Macon (Missouri)  (sud-ouest)
- Comté d'Adair (Missouri)  (ouest)

### Routes principales
- Missouri Route 6
- Missouri Route 11
- Missouri Route 15
- Missouri Route 151
- Missouri Route 156

## Démographie
Selon le recensement de 2000, sur les 4,361 habitants, on retrouvait 1.791 ménages et 1,217 familles dans le comté. La densité de population était de 3 habitants par km² et la densité d’habitations (2.317 au total)  était de 2 habitations par km². La population était composée de 98,51 % de blancs, de 0,09 % d’afro-américains, de 0,02 % d’amérindiens et de 0,09 % d’asiatiques.
27,90 % des ménages avaient des enfants de moins de 18 ans et 57,5 % étaient des couples mariés. 24,9 % de la population avait moins de 18 ans, 6,2 % entre 18 et 24 ans, 23,7 % entre 25 et 44 ans, 23,9 % entre 45 et 64 ans et 21,2 % au-dessus de 65 ans. L’âge moyen était de 42 ans. La proportion de femmes était de 100 pour 92,9 hommes.
Le revenu moyen d’un ménage était de 27,124 dollars.

## Villes et cités
| - Baring - Colony | - Edina - Hurdland | - Knox City - Newark | - Novelty - Plevna |